# Матвеев, Юрий Михайлович
Ю́рий Миха́йлович Матве́ев (11 апреля 1917 года, Харьков — 24 июня 1994 года, Самара) — советский учёный-металлург, лауреат Ленинской премии.

## Биография
Послужной список:
- 1932—1934 завод им. Ильича в Мариуполе, техник отдела оборудования;
- 1934—1936 учёба в Харьковском механико-машиностроительном институте;
- 1936—1938 учёба в Днепропетровском металлургическом институте;
- 1938—1941 ассистент кафедры Днепропетровского металлургического института;
- 1941 старший преподаватель Мариупольского металлургического института;
- 1941—1942 старший инженер-исследователь на заводе № 705 (Каменск-Уральский);
- 1942—1948 зам. начальника, начальник трубопрокатного цеха ЧТПЗ;
- 1948—1955 руководитель бригады, главный конструктор и начальник трубного отдела Всесоюзного института по проектированию металлургических заводов (Москва);
- 1955—1957 главный инженер, зам. начальника Главного управления трубной промышленности Министерства чёрной металлургии СССР;
- 1957—1958 главный специалист отдела металлургии Госплана СССР;
- 1958—1963 зам. главного инженера Института «Гипромез»;
- 1963—1970 директор Уральского научно-исследовательского института трубной промышленности (УралНИТИ, Челябинск);
- 1970—1975 директор ВНИИ по разработке и эксплуатации нефтепромысловых труб (Куйбышев).

С 1976 зав. кафедрой промышленной технологии и товароведения Куйбышевского планового института. В 1980—1993 зав. кафедрой технологии конструкционных материалов (материаловедения в машиностроении) Куйбышевского политехнического института.
Кандидат технических наук (1941), доктор технических наук (1962), профессор (1963), изобретатель, автор более 30 изобретений.

## Сочинения
Автор 30 книг и брошюр, в том числе 7 монографий и учебников по проблемам трубного производства. Перевёл с немецкого языка книгу П. Грюнера «Калибровка инструмента для производства бесшовных труб» (Москва, 1962).

## Награды
- Ленинская премия 1963 года — за участие в создании типового высокоскоростного агрегата непрерывной печной сварки труб.
- Орден «Знак Почёта» (1963) и медалями.